# Lluis Antón González

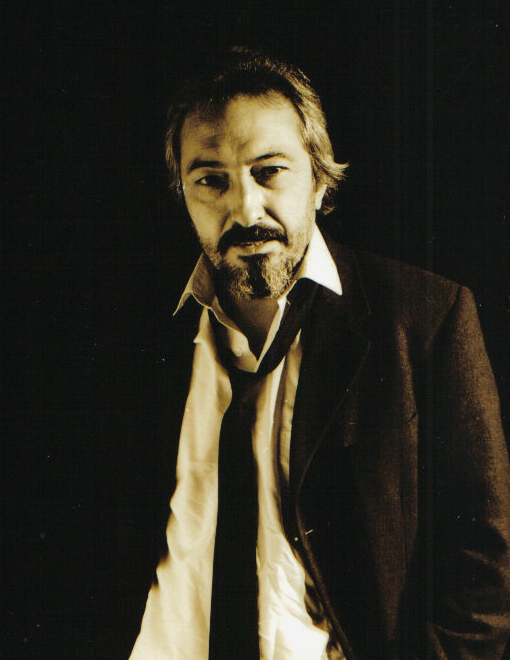

Lluis Antón González (13 de junio de 1955, 
Baíña (Mieres)) es un escritor, actor y director de teatro asturiano. 
Miembro del grupo de teatro Telón de Fondo, participó como actor, director y adaptador en diversos montajes del colectivo. Como actor de cine trabajó en numerosas películas hechas en Asturias.
Militante asturianista, participó desde el principio en el movimiento de recuperación lingüístico e identitario de Asturias. Creó y dirigió la revista de cómics "El Llapiceru" editada por Conceyu Bable-Xixón. En el año 2002 publicó su primer libro, "Antón, el cantu'l cisne" inspirada en la obra de Antón Chéjov. En el año 2017 publica "Una maleta enllena recortes" recopilatorio del historial del grupo Telón de Fondo.
Miembro de La Compañía Asturiana de Comedias desde el año 2018.
- Datos: Q5196156